# (1749) Telamon
(1749) Telamon és un asteroide que pertany als asteroides troians de Júpiter descobert per Karl Wilhelm Reinmuth el 23 de setembre de 1949 des de l'observatori de Heidelberg-Königstuhl, Alemanya.

## Designació i nom
Telamon es va designar al principi com 1949 SB.
Més endavant va ser nomenat per Telamó, un personatge de la mitologia grega.

## Característiques orbitals
Telamon orbita a una distància mitjana del Sol de 5,148 ua, i pot acostar-se fins a 4,593 ua i allunyar-se fins a 5,704 ua. La seva excentricitat és 0,1079 i la inclinació orbital 6,094°. Empra 4267 dies a completar una òrbita al voltant del Sol.